# Lily Elsie
Elsie Cotton, née Hodder le 8 avril 1886 - 16 décembre 1962, connue professionnellement sous le nom de Lily Elsie, est une actrice et chanteuse britannique de l'époque édouardienne. Elle est surtout connue pour son rôle dans la première à Londres de l'opérette The Merry Widow (ou La Veuve Joyeuse) de Franz Lehár.

## Biographie
Née à Armley, dans le West Yorkshire, elle grandit à Manschester. Elle débute dès l'âge de dix ans  comme actrice et choriste dans diverses productions théâtrales.
De 1900 à 1906, elle est apparue dans 14 spectacles.  En 1903, elle joue le rôle de la princesse Soo-Soo dans la comédie musicale à succès A Chinese Honeymoon puis a joué Madame Sherry, de Hugo Felix. Elle a ensuite joué les rôles de Gwenny Holden dans une comédie musicale Lady Madcap, Lady Patricia Vereker dans The Cingalee en 1904, Madame du Tertre dans The Little Michus (Les p'tites Michu en français composé par André Messager) en 1905.
Le plus grand succès d'Elsie est son rôle-titre dans la version anglaise de The Merry Widow dans la production londonienne. La production a commencé en juin 1907 et a fonctionné pour 778 représentations au Théâtre de Daly. Le spectacle a été un  succès pour ses créateurs et a fait devenir d'Elsie une star majeure. Par la suite, elle a joué dans plusieurs opérettes et comédies musicales à succès, dont The Dollar Princess (1909), A Waltz Dream (1911) et The Count of Luxembourg (1911).
Elsie Cotton est également l'une des femmes les plus photographiées par de nombreux magazines et de publicités. Selon le journal Atlanta Constitution en Amérique, écrit en 1915 :  « Peut-être que son visage est plus proche de celui de la Vénus de Milo de profil que de toute autre beauté célèbre. Il n'y a aucun angle à trouver sur elle n'importe où ... Si elle venait en Amérique, elle serait sans aucun doute appelée la plus belle femme en Amérique. La nature n'a jamais connu un succès aussi brillant dans le secteur de la beauté qu'elle ne l'a fait avec Lily Elsie. C'est principalement de la noblesse que ses prétendants sont venus. Tout le monde convient que Lily Elsie a la bouche la plus embrassable de toute l'Angleterre ... elle possède le contour de l'arc de Cupidon avec les extrémités incurvées vers le haut délicatement, toutes prêtes à sourire ... Curieusement, les femmes du pays étaient parmi ses admirateurs les plus dévoués [1]. ». 
Son dernier spectacle avant de prendre sa retraite était le jeu à succès d'Ivor Novello au Daly's Theatre en 1928–1929.

## Galerie

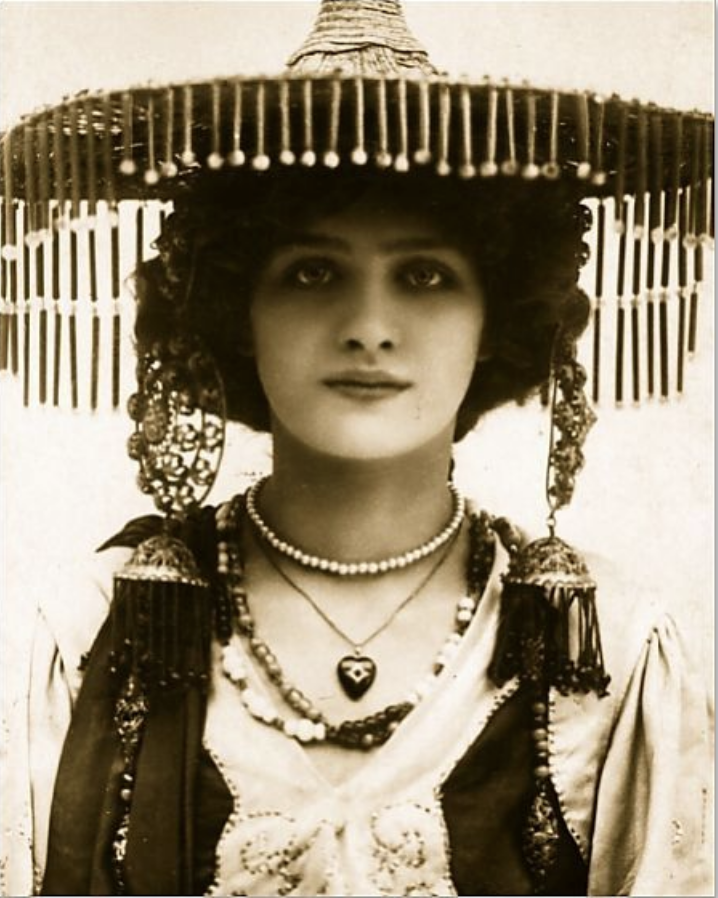
Lily Elsie in A Chinese Honeymoon-1903
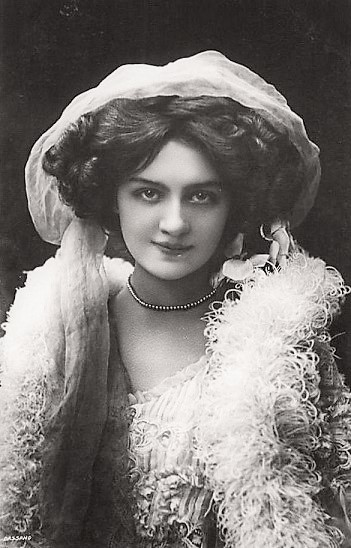
Carte postale-1910

## Vie privée
En 1911, Lily Elson se marie avec le major John Ian Bullough. En 1930, après un divorce, sa santé se détériore progressivement. Souffrant de troubles psychologiques, elle passe ses dernières années à l'hôpital St. Andrew à Londres où elle décèdera en 1962 à l'âge de 76 ans. Elle a été incinérée au Golders Green Crematorium.